# BMW M4
BMW M4 — спорткар, производимый немецкой автомобильной компанией BMW. Автомобиль представляет собой спортивную «M» купе версию BMW 4 и является "преемником" купе BMW M3 четвертого поколения, также известного как E92. Концепт был представлен 16 августа 2013 года. На нём были установлены первый для BMW M3 и BMW 4 серий двигатель с турбонаддувом и первый для M серии электрический усилитель руля.

## Технические спецификации
По сравнению с BMW 4, в M4 используется углепластик для изготовления крыши и крышки багажника автомобиля. Также автомобиль отличается улучшенной аэродинамикой, измененной подвеской и более жёстким шасси. Оснащён системой Active Sound, которая передает звук двигателя через аудиосистему. В компании BMW утверждают, что они используют эту систему из-за хорошей звукоизоляции салона.

### Двигатель и ходовая часть
BMW вновь начали использовать рядный двигатель, который использовался в старых версиях M3, атмосферный двигатель V8 был заменён на 3-литровый рядный шестицилиндровый с двумя турбокомпрессорами. После представления концепта не были известны точные технические характеристики, но через некоторое время стало известно, что двигатель S55 будет кардинально отличаться от N55 (использующийся в моделях x35i) и что двигатель был специально разработан для новых BMW M3/BMW M4. Два двухпоточных турбокомпрессора создают давление наддува около 1,24 бар, обеспечивая мощность 430 л.с. в диапазоне оборотов 5500-7300 об/мин и крутящий момент 550 Нм в диапазоне 1850-5500 об/мин, что позволяет двигателю развивать мощность без «проседаний» (турбоям).
Традиционно для M серии, автомобиль имеет задний привод (полный привод также доступен с 2021 года). На выбор предлагается 6-скоростная механическая коробка передач или 7-ступенчатая трансмиссия с двойным сцеплением (M DCT). Мощность передаётся через дифференциал повышенного трения с электронным управлением на колеса с легкосплавными дисками с шинами размера R18, опционально доступны диски размера R19, так же как и карбонно-керамические дисковые тормоза и адаптивная подвеска.

## Динамические показатели
BMW M4 доступна в нескольких модификациях, в зависимости от них имеет различные скоростные показатели:
- разгон 0-100 км/ч — 3,8-4,3 с. (в зависимости от комплектации)
- максимальная скорость — 250 км/ч, 280 км/ч, 305 км/ч (в зависимости от комплектации)

Северную петлю в Нюрбургринге автомобиль проехал за 7 минут 52 секунды. (7 минут 27,88 секунды, версия GTS)

## Первое поколение (2014—2020)
Первое поколение BMW M4. Было запущено в продажу в 2014 году. На протяжении всей истории производства автомобиль оснащался бензиновым двигателем BMW S55 мощностью 431 л.с. и крутящим моментом 550 Н·м в диапазоне 1850-5500 об/мин, который отличается меньшим расходом топлива по сравнению с BMW S65.
Производство завершилось в 2020 году.

## Второе поколение (2020-н. в.)
В сентябре 2020 года компания BMW представляет второе поколение BMW M4. Оно сильно эволюционирует по сравнению с предыдущим. Как и предыдущее поколение, второе оснащено 3-литровым рядным 6-цилиндровым двигателем с турбонаддувом. Новый двигатель BMW S58 развивает мощность 480 лошадиных сил, а для полноприводной версии — до 510 лошадиных сил. Выбор трансмиссии включает 6-ступенчатую механическую коробку передач или 8-ступенчатую АКПП с гидротрансформатором. BMW впервые на M4 представляет полноприводную версию. Версия с полным приводом получила название xDrive (доступна только с АКПП и с двигателем 510 лошадиных сил). Внешние изменения коснулись решетки радиатора и оформления задней части автомобиля.
Первые автомобили были собраны в ноябре 2020 года, а поставки по всему миру стартовали в начале 2021 года.
- BMW M4 Competition (G82)